# Elaeocarpus jacobsii
Elaeocarpus jacobsii är en tvåhjärtbladig växtart som beskrevs av M. J. E. Coode. Elaeocarpus jacobsii ingår i släktet Elaeocarpus och familjen Elaeocarpaceae. Inga underarter finns listade i Catalogue of Life.